# Eugene Carr
Pour les articles homonymes, voir Carr.
Eugene William Carr, dit Gene Carr (né le 17 septembre 1951 à Nanaimo, dans la province de la Colombie-Britannique au Canada et mort le 13 décembre 2023 à Los Angeles) est un joueur professionnel canadien de hockey sur glace. Il est le fils du joueur de hockey de la LNH, Al Carr.

## Carrière en club
En 1967, il commence sa carrière avec les Buckaroos de Kelowna dans la Ligue de hockey junior de la Colombie-Britannique. Il est choisi au cours du repêchage amateur 1971 dans la Ligue nationale de hockey par les Blues de Saint-Louis en 1e ronde, en 4e position. Gene Carr passe professionnel avec les Blues de Saint-Louis dans la Ligue nationale de hockey en 1971.

## Statistiques
| Saison     | Équipe                 | Ligue      |     | Saison régulière | Saison régulière | Saison régulière | Saison régulière | Saison régulière |   | Séries éliminatoires | Séries éliminatoires | Séries éliminatoires | Séries éliminatoires | Séries éliminatoires |
| Saison     | Équipe                 | Ligue      | PJ  | B                | A                | Pts              | Pun              | PJ               | B | A                    | Pts                  | Pun                  |                      |                      |
| 1967-1968  | Buckaroos de Kelowna   | LHJCB      | -   | -                | -                | -                | -                | -                | - | -                    | -                    | -                    |                      |                      |
| 1968-1969  | Buckaroos de Kelowna   | LHJCB      | -   | -                | -                | -                | -                | -                | - | -                    | -                    | -                    |                      |                      |
| 1969-1970  | Bombers de Flin Flon   | WCHL       | 60  | 22               | 51               | 73               | 118              | -                | - | -                    | -                    | -                    |                      |                      |
| 1970-1971  | Bombers de Fin Flon    | WCHL       | 62  | 36               | 68               | 104              | 150              | -                | - | -                    | -                    | -                    |                      |                      |
| 1971-1972  | Blues de Saint-Louis   | LNH        | 14  | 3                | 2                | 5                | 9                | -                | - | -                    | -                    | -                    |                      |                      |
| 1971-1972  | Rangers de New York    | LNH        | 60  | 8                | 8                | 16               | 25               | 16               | 1 | 3                    | 4                    | 21                   |                      |                      |
| 1972-1973  | Rangers de New York    | LNH        | 50  | 9                | 10               | 19               | 50               | 1                | 0 | 1                    | 1                    | 0                    |                      |                      |
| 1973-1974  | Reds de Providence     | LAH        | 10  | 4                | 10               | 14               | 18               | -                | - | -                    | -                    | -                    |                      |                      |
| 1973-1974  | Rangers de New York    | LNH        | 29  | 1                | 5                | 6                | 15               | -                | - | -                    | -                    | -                    |                      |                      |
| 1973-1974  | Kings de Los Angeles   | LNH        | 21  | 6                | 11               | 17               | 36               | 5                | 2 | 1                    | 3                    | 14                   |                      |                      |
| 1974-1975  | Kings de Los Angeles   | LNH        | 80  | 7                | 32               | 39               | 103              | 3                | 1 | 2                    | 3                    | 29                   |                      |                      |
| 1975-1976  | Kings de Los Angeles   | LNH        | 38  | 8                | 11               | 19               | 16               | -                | - | -                    | -                    | -                    |                      |                      |
| 1976-1977  | Kings de Los Angeles   | LNH        | 68  | 15               | 12               | 27               | 25               | 9                | 1 | 1                    | 2                    | 2                    |                      |                      |
| 1977-1978  | Kings de Los Angeles   | LNH        | 5   | 2                | 0                | 2                | 4                | -                | - | -                    | -                    | -                    |                      |                      |
| 1977-1978  | Penguins de Pittsburgh | LNH        | 70  | 17               | 37               | 54               | 76               | -                | - | -                    | -                    | -                    |                      |                      |
| 1978-1979  | Oilers de Tulsa        | LCH        | 22  | 4                | 8                | 12               | 35               | -                | - | -                    | -                    | -                    |                      |                      |
| 1978-1979  | Flames d'Atlanta       | LNH        | 30  | 3                | 8                | 11               | 6                | 1                | 0 | 0                    | 0                    | 0                    |                      |                      |
| Totaux LNH | Totaux LNH             | Totaux LNH | 465 | 79               | 136              | 215              | 365              | 35               | 5 | 8                    | 13                   | 66                   |                      |                      |

## Transactions
- Le 6 juin 1969 : son choix au repêchage est échangé aux Blues de Saint-Louis par les Penguins de Pittsburgh avec Lou Angotti en retour de Craig Cameron et de Ron Schock.